# Presidente de Honduras
El presidente de la República de Honduras, comúnmente llamado presidente constitucional de Honduras, es el jefe de Estado y jefe de Gobierno de Honduras, que también ejerce la función de comandante general de las Fuerzas Armadas. Es el más alto cargo político del país por influencia y reconocimiento. La actual presidente es Xiomara Castro, quien asumió el cargo el 27 de enero de 2022.

## Historia
Al proclamarse la Constitución de 1839, Honduras se declara una nación libre e independiente, y el encargado del poder ejecutivo pasa a tener el título de presidente, sustituyendo al de jefe supremo del Estado.
El primer presidente, escogido de forma provisional por la Asamblea Constituyente que redactó la constitución fue José Francisco Zelaya y Ayes. A este le siguió Francisco Ferrera, el primer presidente constitucional electo mediante elecciones democráticas en 1840. El periodo de mandato se estableció de dos años, con posibilidad a una sola reelección.
Con la constitución de 1848 el tiempo de mandato se extiende a cuatro años y el presidente pasa a desempeñar la comandancia general de las Fuerzas Armadas. Surgió además la figura del vicepresidente, el cual era escogido por una Cámara Baja.

### Constitución de 1865
Se deja en claro que el título del gobernante será el de presidente de la República. Se prohibió la reelección sucesiva y se estableció que el presidente podía ser juzgado por traición, venalidad, usurpación del poder, atentar contra las garantías, impedir o violentar las elecciones e impedir la reunión del Poder Legislativo; pero no mientras estuviese en el cargo.

### Constitución de 1880
Se fijó el 1 de febrero como la fecha de comienzo del periodo de mandato. Se reinstauró la reelección continua y además la posibilidad de una tercera reelección no consecutiva.

### Constitución de 1894
El presidente pasa a ser la cabeza de la Policía Nacional. Se prohíbe la reelección para el presidente y la posibilidad de ser electo vicepresidente. También se prohíbe que aspiren a estos cargos los parientes dentro del cuarto grado de consanguinidad o segundo de afinidad del presidente propietario; así como el vicepresidente o los designados que hayan ejercido la presidencia por 6 meses.

### Constitución de 1904
Se establece que, en caso ausencia temporal del presidente, éste depositaría el poder en el Consejo de Secretarios de Estado o en cualquiera de ellos. Si la presidencia quedaba vacante, el Consejo de Secretarios de Estado se encargaría de ella y realizaría elecciones a más tardar en un mes. Esta constitución fue derogada en 1908 y restaurada la constitución de 1894.

### Constitución de 1924
Se restringió la edad máxima para ser candidato a presidente a 65 años. Con esta constitución, si el presidente estaba ausente, la línea de sucesión era: el vicepresidente, el presidente de la Corte y luego el presidente del Congreso o quien haya sido presidente del Congreso en la última legislatura. El vicepresidente podía concluir el periodo presidencial, pero los demás tenían que llamar a elecciones para escoger a un nuevo presidente.

### Constitución de 1982
El presidente mediante la línea de sucesión presidencial está más arriba de todos; el de los designados presidenciales que en falta temporal o absoluta ejerce la función del presidente si es temporal el presidente toma esa función si es absoluta sería por muerte o renuncia, luego sigue la presidencia del Congreso Nacional, después la presidencia de la Corte Suprema de Justicia, de último el consejo de ministros, a falta de esos están el gabinete del gobierno, los funcionarios y a falta de esos vienen a designar un ciudadano para otro gobierno. Este último es como gobierno interino y en Honduras no hubo interino, solo de facto, sucesores legales y provisional hasta los encargados. A falta de estos se contratan a civiles para un gobierno, eso equivale a hacer un nombramiento, que tampoco hubo nunca. [cita requerida]

## Elección
Las elecciones generales son para elegir al presidente de la República y a sus designados presidenciales. Se hacen una vez cada cuatro años, a finales de noviembre. Celebradas las elecciones, el Congreso Nacional (poder legislativo) o la Corte Suprema de Justicia (poder judicial) hacen la declaratoria de ganador dentro de los veinte días siguientes. El periodo presidencial es de cuatro años, empezando el 27 de enero del siguiente al año de las elecciones generales.

### Requisitos
El artículo 238 de la constitución establece los requisitos para aspirar a ser presidente o designados de la República se requiere:
1. Ser hondureño por nacimiento;
2. ser mayor de treinta años;
3. estar en el goce de los derechos del ciudadano; y,
4. ser del Estado seglar.

En el artículo 240 se establece además que no pueden ser elegidos presidente:
1. Los designados presidenciales; secretarios y subsecretarios de Estado, consejeros del Consejo Nacional Electoral, magistrados del Tribunal de Justicia Electoral, magistrados y jueces del Poder Judicial; presidentes, vicepresidentes, gerentes, subgerentes, directores, subdirectores, secretarios ejecutivos de instituciones descentralizadas; procurador y subprocurador general de la República y magistrados del Tribunal Superior de Cuentas que hayan ejercido funciones durante los seis meses anteriores a la fecha de la elección del presidente de la República;
2. Los oficiales jefes y oficiales generales de las Fuerzas Armadas;
3. Los jefes superiores de las Fuerzas Armadas y cuerpos de Policía o de Seguridad del Estado;
4. Los militares en servicio activo y los miembros de cualquier otro cuerpo armado que hayan ejercido sus funciones durante los últimos doce meses anteriores a la fecha de la elección;
5. El cónyuge y los parientes dentro del cuarto grado de consanguinidad o segundo de afinidad del presidente y de los designados que hubieren ejercido la presidencia en el año precedente a la elección ; y
6. Los representantes o apoderados de empresas concesionarias del Estado, los concesionarios del Estado para la explotación de riquezas naturales o contratistas de servicios y obras públicas que se costeen con fondos nacionales, y quienes por tales conceptos tengan cuentas pendientes con el Estado.[n 2]

## Toma de posesión
Después de haber ganado la elección, el presidente electo, iniciará el periodo presidencial el veintisiete de enero. La reelección aún no está definida.

Artículo 237. El período presidencial será de cuatro años y empezará el veintisiete de enero siguiente a la fecha en que se realizó la elección.

Para ser juramentado presidente por ley, después de haber ganado la elección, debe seguir lo que establece el artículo 244 de la Constitución de la República de Honduras:

Artículo 244. La promesa de ley del presidente y del vicepresidente de la República será presentada ante el presidente del Congreso Nacional, si este estuviere reunido, y, en su defecto, ante el presidente de la Corte Suprema de Justicia. En caso de no poder presentarla ante los funcionarios antes mencionados podrá hacerlo ante cualquier juez de Letras o de Paz de la República.

El presidente electo y los designados presidenciales, con la mano izquierda sobre la Constitución de la República y con la mano derecha alzada, deberán decir la siguiente promesa de ley para ocupar sus cargos:

Prometo ser fiel a la República, cumplir y hacer cumplir la constitución y las leyes.

## Atribuciones
El artículo 245 de la Constitución le da al presidente de la República las siguientes atribuciones:
1. Cumplir y hacer cumplir la Constitución, los tratados y convenciones, leyes y demás disposiciones legales;
2. Dirigir la política general del Estado y representarlo;
3. Mantener incólume la independencia y el honor de la República, la integridad e inviolabilidad del territorio nacional;
4. Mantener la paz y seguridad interior de la República y repeler todo ataque o agresión exterior;
5. Nombrar y separar libremente a los secretarios y subsecretarios de Estado, y a los demás funcionarios y empleados cuyo nombramiento no esté atribuido a otras autoridades;
6. Convocar al Congreso Nacional a sesiones extraordinarias por medio de la comisión permanente o proponerle la prórroga de las ordinarias;
7. Restringir o suspender el ejercicio de derechos, de acuerdo con el Consejo de Ministros, con sujeción a lo establecido en la Constitución;
8. Dirigir mensajes al Congreso Nacional en cualquier época, y obligatoriamente en forma personal y por escrito al instalarse cada legislatura ordinaria;
9. Participar en la formación de las leyes presentando proyectos al Congreso Nacional por medio de los secretarios de Estado;
10. Dar a los poderes legislativo, judicial y Tribunal Supremo Electoral, los auxilios y fuerzas que necesiten para hacer efectivas sus resoluciones;[n 3]
11. Emitir acuerdos y decretos y expedir reglamentos y resoluciones conforme a la ley;
12. Dirigir la política y las relaciones internacionales;
13. Celebrar tratados y convenios, ratificar, previa aprobación del Congreso Nacional, los tratados internacionales de carácter político, militar, los relativos al territorio nacional, soberanía y concesiones, los que impliquen obligaciones financieras para la Hacienda Pública o los que requieran modificación o derogación de alguna disposición constitucional o legal y los que necesiten medidas legislativas para su ejecución;
14. Nombrar los jefes de misión diplomática y consular de conformidad con la ley del servicio exterior que se emita, quienes deberán ser hondureños por nacimiento, excepto si se trata de un cargo ad honorem o de representaciones conjuntas de Honduras con otros Estados;
15. Recibir a los jefes de misiones diplomáticas extranjeras, a los representantes de organizaciones internacionales, expedir y retirar el execuátur a los cónsules de otros Estados;
16. Ejercer el mando en jefe de las Fuerzas Armadas en su carácter de comandante general, y adoptar las medidas necesarias para la defensa de la República;
17. Declarar la guerra y hacer la paz en receso del Congreso Nacional, el cual deberá ser convocado inmediatamente;
18. Velar en general, por la conducta oficial de los funcionarios y empleados públicos para la seguridad y prestigio del gobierno y del Estado;
19. Administrar la Hacienda Pública;
20. Dictar medidas extraordinarias en materia económica y financiera cuando así lo requiera el interés nacional, debiendo dar cuenta al Congreso Nacional;
21. Negociar empréstitos, efectuar su contratación previa aprobación del Congreso Nacional cuando corresponda;
22. Formular el Plan Nacional de Desarrollo, discutirlo en Consejo de Ministros, someterlo a la aprobación del Congreso Nacional, dirigirlo y ejecutarlo;
23. Regular las tarifas arancelarias de conformidad con la ley;
24. Indultar y conmutar las penas conforme a la ley;
25. Conferir condecoraciones conforme a la ley;
26. Hacer que se recauden las rentas del Estado y reglamentar su inversión con arreglo a la ley;
27. Publicar trimestralmente el estado de ingresos y egresos de la renta pública;
28. Organizar, dirigir, orientar y fomentar la educación pública, erradicar el analfabetismo, difundir y perfeccionar la educación técnica;
29. Adoptar las medidas de promoción, prevención, recuperación y rehabilitación de la salud de los habitantes;
30. Dirigir la política económica y financiera del Estado;
31. Ejercer vigilancia y control de las instituciones bancarias, aseguradoras y financieras por medio de la Comisión Nacional de Bancos y Seguros, cuya integración y funcionamiento se regirá en virtud de una ley especial y nombrar los presidentes y vicepresidentes de los bancos del Estado, conforme a la ley;
32. Dictar todas las medidas y disposiciones que estén a su alcance para promover la rápida ejecución de la reforma agraria y el desarrollo de la producción y la productividad en el agro;
33. Sancionar, vetar, promulgar y publicar las leyes que apruebe el Congreso Nacional;
34. Dirigir y apoyar la política de integración económica y social, tanto nacional como internacional, tendiente al mejoramiento de las condiciones de vida del pueblo hondureño;
35. Mantener y suprimir servicios públicos y tomar medidas que sean necesarias para el buen funcionamiento de los mismos;
36. Conferir grados militares desde subteniente hasta capitán;
37. Velar porque las Fuerzas Armadas sean apolíticas, esencialmente profesionales, obedientes y no deliberantes.
38. Conceder y cancelar cartas de naturalización, autorizadas por el poder ejecutivo, conforme a la ley;
39. Conceder pensiones, gratificaciones y aguinaldos, de acuerdo con la ley;
40. Conceder personalidad jurídica a las asociaciones civiles de conformidad con la ley;
41. Velar por la armonía entre el capital y el trabajo;
42. Revisar y fijar el salario mínimo de conformidad con la ley;
43. Permitir o negar, previa autorización del Congreso Nacional, el tránsito por el territorio de Honduras de tropas de otro país;
44. Permitir, previa autorización del Congreso Nacional, la salida de tropas hondureñas a prestar servicios en territorio extranjero, de conformidad con los tratados y convenciones internacionales para operaciones sobre el mantenimiento de la paz; y,
45. Otras que le confiere la constitución y las leyes.

.

## Línea de sucesión presidencial
En ausencia temporal o absoluta del presidente de Honduras, uno de los designados presidenciales ocuparán el cargo vacante de la presidencia, debiendo ser aprobado por el Congreso Nacional de Honduras. En caso de que faltase los tres designados presidenciales, se deja la siguiente línea de sucesión: 
| Orden | Cargo                                                      | Titular                  | Partido | Partido                     | En el cargo desde     | Observación |
| ----- | ---------------------------------------------------------- | ------------------------ | ------- | --------------------------- | --------------------- | --- |
| 1.º   | Primera designada presidencial de la República de Honduras | Doris Gutiérrez          |         | Partido Innovación y Unidad | 27 de enero de 2022   | Asume la presidencia como primera en la línea de sucesión en caso de ausencia temporal o absoluta del presidente de Honduras |
| 2.º   | Segundo designado presidencial de la República de Honduras | Renato Florentino Pineda |         | Libertad y Refundación      | 27 de enero de 2022   | Asume la presidencia como segundo en la línea de sucesión en caso de ausencia temporal o absoluta del presidente de Honduras |
| -     | Tercer designado presidencial de la República de Honduras  | por definir              |         | -                           | -                     | - |
| 3.º   | Presidente del Congreso Nacional de Honduras               | Luis Redondo             |         | Libertad y Refundación      | 25 de enero de 2022   | Asume la presidencia como tercero en la línea de sucesión (debido a que hay vacancia en el puesto de tercer designado presidencial de Honduras) en caso de ausencia temporal o absoluta del presidente de Honduras y de los tres designados presidenciales de Honduras |
| 4.º   | Presidenta de la Corte Suprema de Justicia de Honduras     | Rebeca Ráquel            |         | Libertad y Refundación      | 16 de febrero de 2023 | Asume la presidencia en caso de ausencia temporal o absoluta del presidente de Honduras, de los designados presidenciales de Honduras y del presidente del Congreso Nacional de Honduras                                                                               |

## Expresidentes vivos
Actualmente hay seis expresidentes de Honduras vivos. El expresidente más reciente en fallecer fue Rafael Leonardo Callejas (1990-1994), el 4 de abril de 2020, a los 76 años. Los expresidentes vivos, en orden de servicio, son:

Expresidentes vivos
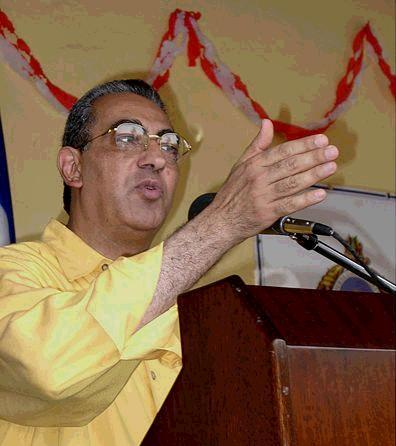
Carlos Flores Facussé (1998-2002) Edad: 75 años
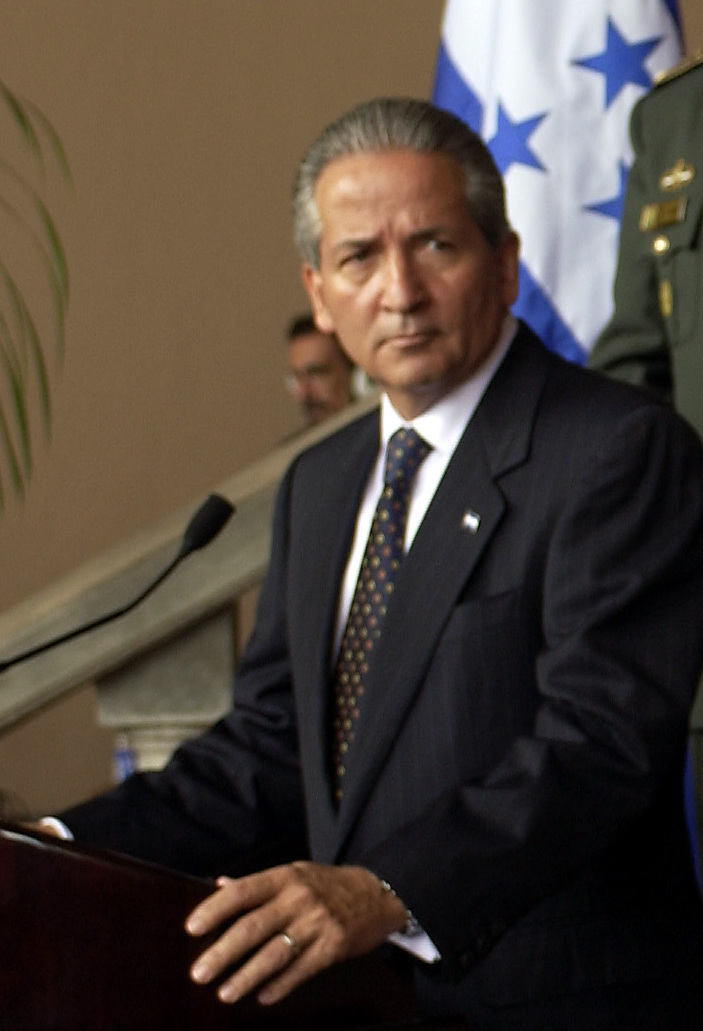
Ricardo Maduro (2002-2006)
79 años
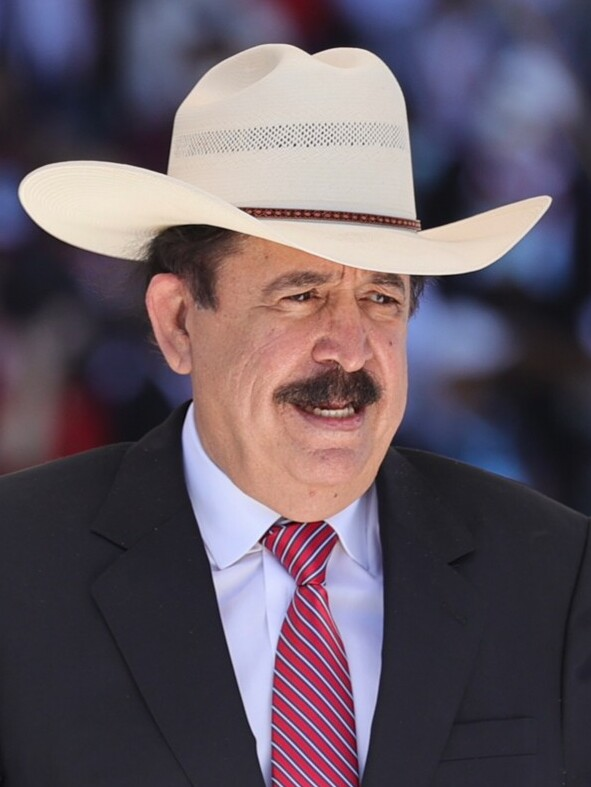
Manuel Zelaya (2006-2009)
72 años
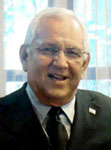
Roberto Micheletti (2009-2010) 81 años
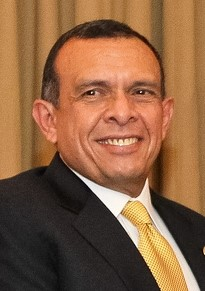
Porfirio Lobo Sosa (2010-2014) 77 años
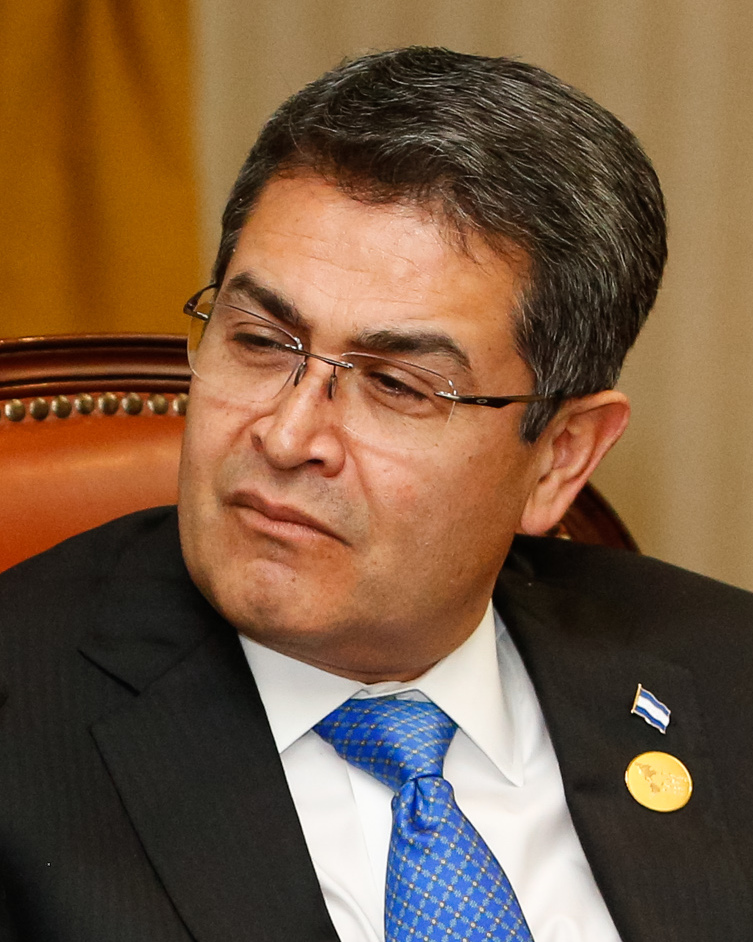
Juan Orlando Hernández (2014-2022)
56 años